# 阿里科柳普赫羅山
18°27′15″S 68°59′29″W / 18.45417°S 68.99139°W
阿里科柳普赫羅山（Ari Qullu Phujru），是玻利維亞的山峰，位於該國西部奧魯羅省的薩亞馬省，處於基姆薩查塔火山東南面，屬於安第斯山脈中玻利維亞西部山脈的一部分，海拔高度4,974米。